# Montagne dell'Irlanda
Le montagne dell'Irlanda sono organizzate in catene montuose che si sviluppano ad anello sulla costa, contornando le vaste midlands centrali, pianeggianti o dolcemente collinari. Sono cime piuttosto basse in altitudine complessiva, che tuttavia spesso spiccano in prominenza ergendosi a ridosso di territori spesso molto più bassi, se non pianeggianti o addirittura sul mare.
Il monte più alto è il Carrantuohill (1.039 m), nel Kerry.
Segue una lista delle montagne d'Irlanda. La lista si muove in modo circolare sull'isola, iniziando dal Kerry (sud-ovest) per la presenza delle cime più alte, e girando in senso anti-orario. Le contee di riferimento sono considerate in base alla parte di territorio che la catena montuosa occupa maggiormente. Le cime che vivono sono 
individuali sono marcate in corsivo.

## Munster

### Kerry

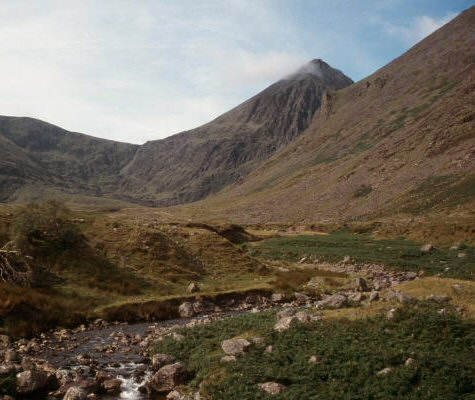
Carrantuohill
Il monte più alto d'Irlanda

- Slieve Mish,Caherconree, Baurtregaum
- Montagne della penisola di Dingle, Monte Brandon
- Macgillycuddy's Reeks, Carrantuohill (1.039 m), Beenkeragh (1.010 m), Caher (1.001 m), Monte Mangerton (843 m)

### Cork
- Shehy, Knockboy
- Caha, Hungry Hill
- Derrynasaggart, Mullaghanish
- Boggeragh, Musheramore
- Monte Gabriel

### Tipperary
- Galtee Mountains, Galteemore
- Monti Silvermine, Keeper Hill
- Slievenamon

### Waterford
- Monti Knockmealdown, Knockmealdown, Sugarloaf Hill
- Comeragh Mountains, Fauscoum

### Limerick
- Mullaghareirk
- Ballyhoura, Seefin
- Ballyhoura, Carron Mountain, Black Rock
- Galtee Mountains, Galteemore

## Leinster

### Carlow
- Blackstairs, Monte Leinster

### Wicklow
- Monti Wicklow, Lugnaquilla, Mullaghcleevaun

## 

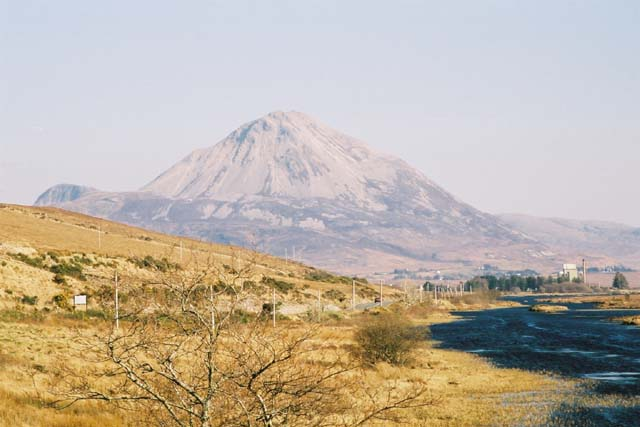
Errigal

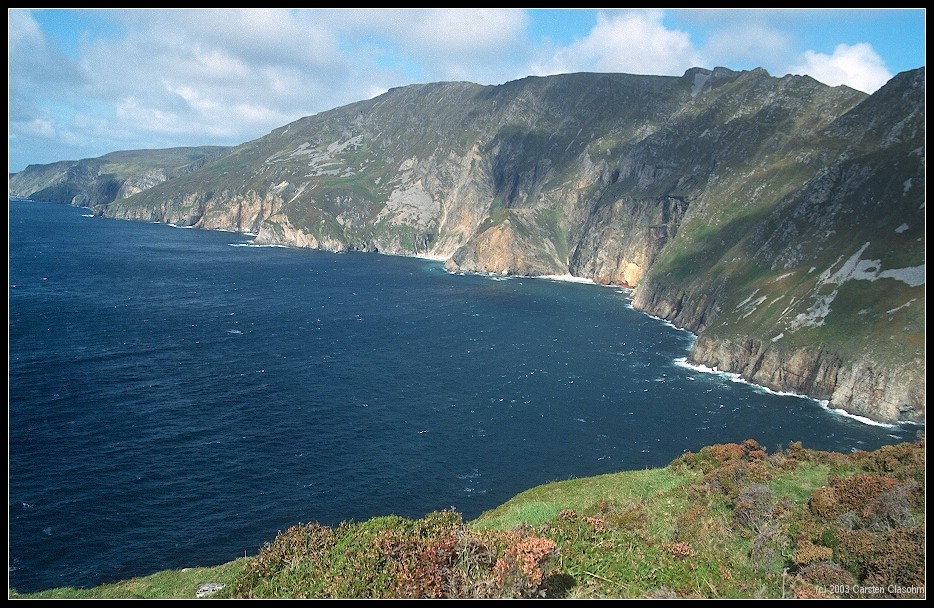
Slieve League
La catena è anche una delle scogliere più alte d'Europa

### Laois
- Slieve Bloom, Arderin

## Ulster

### Down
- Montagne di Mourne, Slieve Donard, Slieve Commedagh, Slieve Binnian, Slieve Bearnagh, Slieve Muck

### Antrim
- Trostan, Knocklayd, Agnews Hill

### Londonderry
- Sperrins, Sawel, Mullaghmore, Loughermore

### 

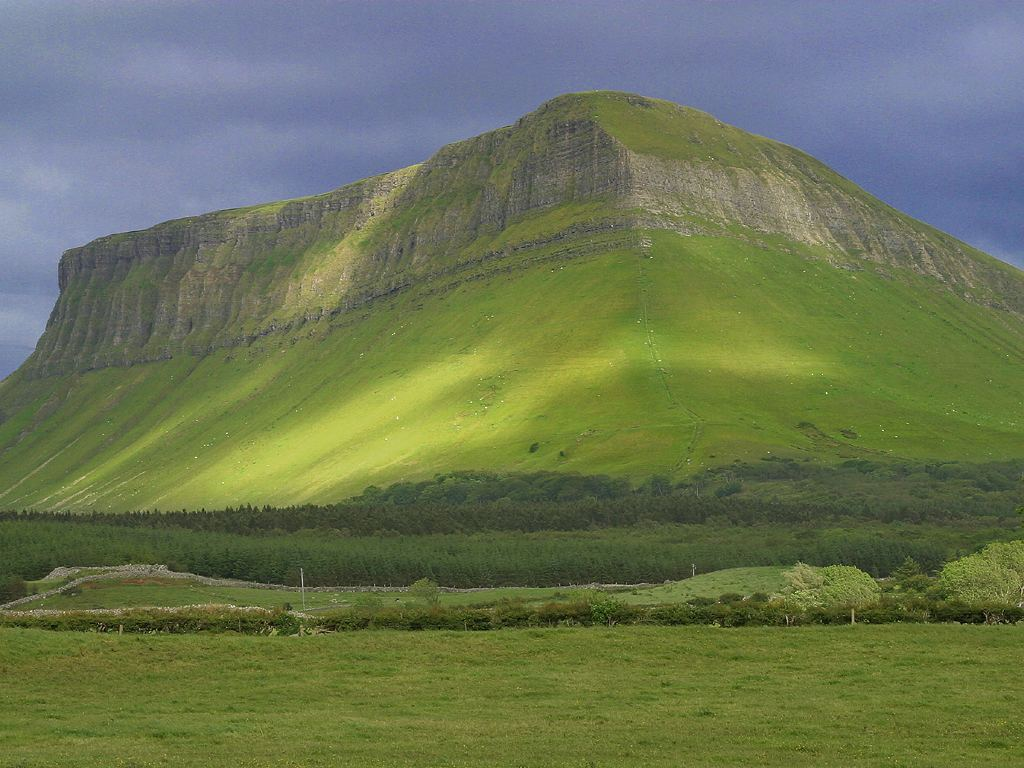
Benbulben

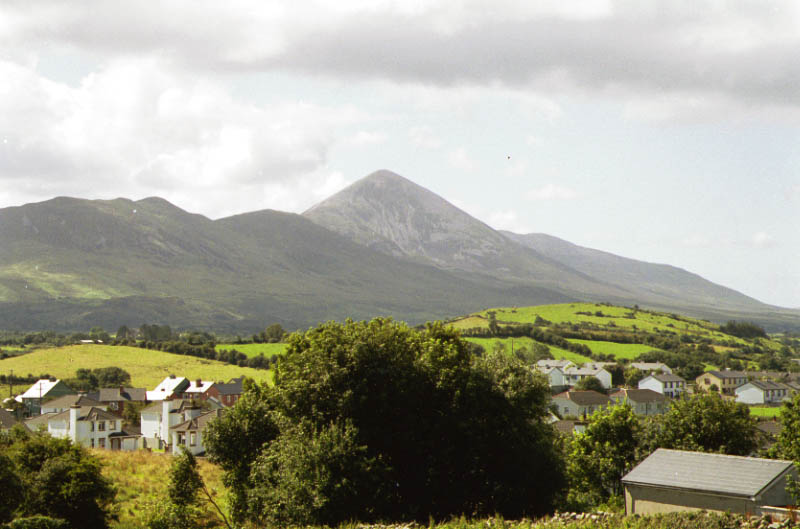
Croagh Patrick

### Donegal
- Derryveagh, Errigal
- Blue Stack, Lavagh More
- Slieve League

## Connacht

### Leitrim
- Dartry Mountains, Benbulben

### Sligo
- Monti Ox
- Dartry Mountains: Benbulben
- Knocknarea

### Mayo
- Nephin Beg
- Monti Murrisk, Croagh Patrick
- Partry
- Mweelrea
- Slievemore e Croaghaun

### Galway
- Maumturks
- Twelve Bens